# Mauricio Santamaría
Mauricio Santamaría Salamanca (Bogotá, 19 de agosto de 1966) es un economista y político colombiano. En el 2010 trabajó en el equipo económico en la campaña presidencial de Juan Manuel Santos. El 21 de julio de 2010 fue nombrado ministro de la Protección Social de Colombia por el entonces presidente electo Santos; tomó posesión el 7 de agosto del mismo año; se desempeñó en este cargo hasta enero de 2012 cuando pasó a ocupar la dirección del Departamento Nacional de Planeación.

## Trayectoria
Graduado en economía de la Universidad de los Andes de Bogotá en 1989, Master (1996) y Ph.D. (2000) en Economía de la Universidad de Georgetown, Estados Unidos.
Santamaría ha ocupado diferentes cargos en el Departamento Nacional de Planeación, entre los que se cuentan el de economista en la División de Programas Regionales Especiales, jefe de Comercio Exterior, director de Infraestructura y Energía, director de Desarrollo Social y subdirector general entre 2005 y 2007; en este cargo diseñó el presupuesto de inversión de Colombia y participó en la construcción de políticas económicas y sociales, y actualmente se desempeña como director de dicho Departamento.
En el 2000, participó en la elaboración de un proyecto de ley para reformar el mercado laboral, dentro del marco de la concertación convocada por el entonces Presidente de Colombia, Andrés Pastrana en asuntos laborales.
Asimismo ha trabajado como Economista Senior de la Unidad de Pobreza del Banco Mundial, investigador del Banco Interamericano de Desarrollo (BID) y asesor del Consejero Presidencial para Asuntos Internacionales. Ha sido docente en la Universidad de Georgetown y en la Universidad de Los Andes.
También trabajó en Fedesarrollo y hasta el año 2010 fue su Director Ejecutivo Adjunto, dejó su cargo para vincularse a la campaña a la Presidencia del entonces candidato Juan Manuel Santos, quien una vez electo lo nombró ministro de la Protección Social, Santamaría se desempeñó en este cargo hasta el 24 de enero de 2012 cuando fue nombrado director del Departamento Nacional de Planeación, cargo que ocupó hasta octubre de 2013.
Santamaría es experto en investigación y diseño de políticas públicas en las áreas de empleo, educación, salud, seguridad social y fiscal, además de participar en evaluaciones de impacto de programas sociales.